# Alberto Fernández (politico)
Alberto Ángel Fernández (Buenos Aires, 2 aprile 1959) è un politico e avvocato argentino, presidente dell'Argentina dal 2019 al 2023.
Già capo del Gabinetto dei Ministri dell'Argentina durante l'intera presidenza di Néstor Kirchner e nei primi mesi di Cristina Fernández de Kirchner, il suo mandato dal 2003 al 2008 rimane il più lungo da quando il posto è stato creato nel 1994.

## Biografia
Nato a Buenos Aires, Fernández si laurea in giurisprudenza all'Università di Buenos Aires e in seguito diventa professore di diritto penale. Muove i primi passi in politica nel 1982 con Alberto Asseff, diventando presidente della gioventù del Partito Costituzionale Nazionalista, per poi passare l'anno successivo nel Partito Giustizialista. Entra nell'amministrazione pubblica come consigliere del Consiglio deliberativo di Buenos Aires e della Camera dei deputati argentina.
Successivamente è vicedirettore degli affari legali del ministero dell'Economia e in tale veste è il capo negoziatore argentino al GATT Uruguay Round. Nominato dal neoeletto presidente Carlos Menem come sovrintendente nazionale per le assicurazioni, diventa presidente dell'Associazione dei gestori delle assicurazioni latinoamericane dal 1989 al 1992 ed è cofondatore dell'associazione internazionale dei gestori delle assicurazioni. È anche consulente di Mercosur e ALADI in materia di diritto assicurativo ed è coinvolto in compagnie assicurative e dei servizi sanitari nel settore privato.
Fernández riceve il Millennium Award come uno dei migliori uomini d'affari del secolo della nazione e diventa politicamente vicino all'ex governatore della provincia di Buenos Aires Eduardo Duhalde, prima come presidente della Gerenciar SA e poi come vice presidente del gruppo Bapro fino al 1999. In questi ruoli fonda il gruppo Calafate, un think tank che sostiene come tesoriere la candidatura presidenziale di Duhalde nel 1999 e poi, come responsabile della campagna elettorale, quella di Néstor Kirchner nel 2003. Nel 2000 è eletto legislatore della città di Buenos Aires dall'alleanza Encuentro por la Ciudad dell'ex ministro dell'economia Domingo Cavallo.

### Capo di gabinetto dei ministri
Dopo la vittoria di Kirchner, Fernández è nominato il 25 maggio 2003 capo del Gabinetto dei Ministri, posizione di grande potere che ricopre anche dopo l'arrivo alla presidenza della first lady, la senatrice Cristina Fernández de Kirchner, il 10 dicembre 2007. Sette mesi più tardi, nel luglio 2008, rassegna le dimissioni dalla carica in seguito alle scelte economiche poco ortodosse della Kirchner che creano conflitti con il mercato: un nuovo sistema di imposte variabili sulle esportazioni agricole portano a uno sciopero nelle campagne di 129 giorni. Fernández agisce come principale negoziatore del governo ma i negoziati falliscono in seguito all'intervento del vicepresidente Julio Cobos che produce un voto di rottura in Senato. Dopo le sue dimissioni, diventa un critico del "kirchnerismo", difendendo il mandato di Néstor Kirchner ma criticando le misure del governo di Cristina Kirchner.
Nel 2013 partecipa alla campagna del Fronte di ristrutturazione di Sergio Massa, il suo successore nel ruolo di capo del Gabinetto dei Ministri, per la sua candidatura alla carica nazionale e nel 2015 per la candidatura alla presidenza dove arriva terzo mentre la spunta invece Mauricio Macri, considerato l'uomo del rigore contro la spesa pubblica del periodo di Cristina Kirchner. Nel 2017 è direttore della campagna per Florencio Randazzo, ex ministro dell'interno, nell'elezione come senatore.

### Candidatura alle presidenziali
Nel 2018, dopo dieci anni di gelo, scocca la pace con Cristina Kirchner, accusata di arricchimento illecito e in seguito assolta con formula piena. Ne diventa il portavoce fino a quando, nel maggio 2019, il "kirchnerismo" entra nella sua terza vita: Cristina annuncia che il suo ex collaboratore, Fernández, correrà per le presidenziali e lei sarà la sua vice. Nell'agosto 2019, nelle elezioni primarie che nel sistema argentino sono aperte ai candidati di tutti i partiti e servono per selezionare e designare i finalisti, Fernández vince con il 48% contro il 32% di Mauricio Macri. La sua vittoria spaventa i mercati: il peso subisce un crollo del 20% (un dollaro a 55 pesos), la banca centrale alza i tassi al 74% e la Borsa perde il 48%. Ma è lui, considerato un "peronista moderato", a vedersela il 27 ottobre con Macri, vincendo al primo turno nelle elezioni del 27 ottobre con il 48,1% contro il 40,4%, superando la soglia richiesta per vincere senza la necessità di un ballottaggio.

### Presidente dell'Argentina
La presidenza di Fernández è iniziata dopo il suo giuramento il 10 dicembre 2019. I suoi rapporti sono tesi con il presidente brasiliano Jair Bolsonaro, che si rifiuta di andare al suo insediamento, accusandolo di voler creare una "grande patria bolivariana" al confine e di prepararsi a provocare una fuga di capitali e aziende brasiliane. Gli Stati Uniti hanno avvertito il governo argentino dicendo: "Vogliamo sapere se Alberto Fernández sarà un sostenitore della democrazia o un apologeta delle dittature e dei caudillos della regione, che si tratti di Maduro, Correa o Morales".
Assumendo le sue funzioni nel contesto di una forte crisi economica (tasso di povertà del 40%, recessione del 3,1% per il 2019, inflazione del 55%), Fernández ha annunciato una serie di misure economiche di emergenza: aumenti delle imposte per i più ricchi e la classe media, agevolazioni fiscali per i più poveri, introduzione di una tassa del 30% sull'acquisto di valuta estera, esportazioni agricole, ricchezza e vendite di automobili, nonché incentivi fiscali per la produzione, ecc. Il governo ha anche previsto di lanciare un piano per combattere la fame attraverso la distribuzione di buoni pasto per più di due milioni di persone. La sua prima iniziativa legislativa sulla solidarietà sociale e il recupero produttivo, è stata approvata dal Congresso il 23 dicembre.
Al presidente, poi, vengono conferiti ulteriori poteri per rinegoziare i termini del debito - con l'Argentina che cerca di ristrutturare il debito di 100 miliardi di dollari con obbligazionisti privati e 45 miliardi di dollari presi in prestito da Macri dal Fondo Monetario Internazionale. Ha anche annunciato una ristrutturazione dell'Agencia Federal de Inteligencia (AFI), comprese le pubblicazioni dei suoi conti - che era stata resa segreta da Macri in un decreto del 2016. L'AFI era stato criticato per aver preso di mira personaggi pubblici a scopi politici.
Durante la pandemia di coronavirus, il governo di Fernandez ha annunciato un blocco a livello nazionale, in vigore dal 20 marzo al 31 marzo, successivamente esteso fino al 12 aprile. L'annuncio del blocco è stato generalmente ben accolto, anche se c'erano preoccupazioni per il suo impatto economico nel già delicato stato dell'economia argentina, con gli analisti che prevedevano una riduzione del PIL di almeno il 3% nel 2020. Fernandez ha successivamente annunciato un pacchetto di stimolo da 700 miliardi di pesos (11,1 miliardi di dollari), per un valore pari al 2% del PIL del paese. Incluso nel pacchetto c'era l'annuncio di un pagamento di emergenza una tantum di 10.000 pesos (US $ 154) a persona per gli individui a basso reddito il cui reddito era interessato dal blocco, compresi i pensionati.

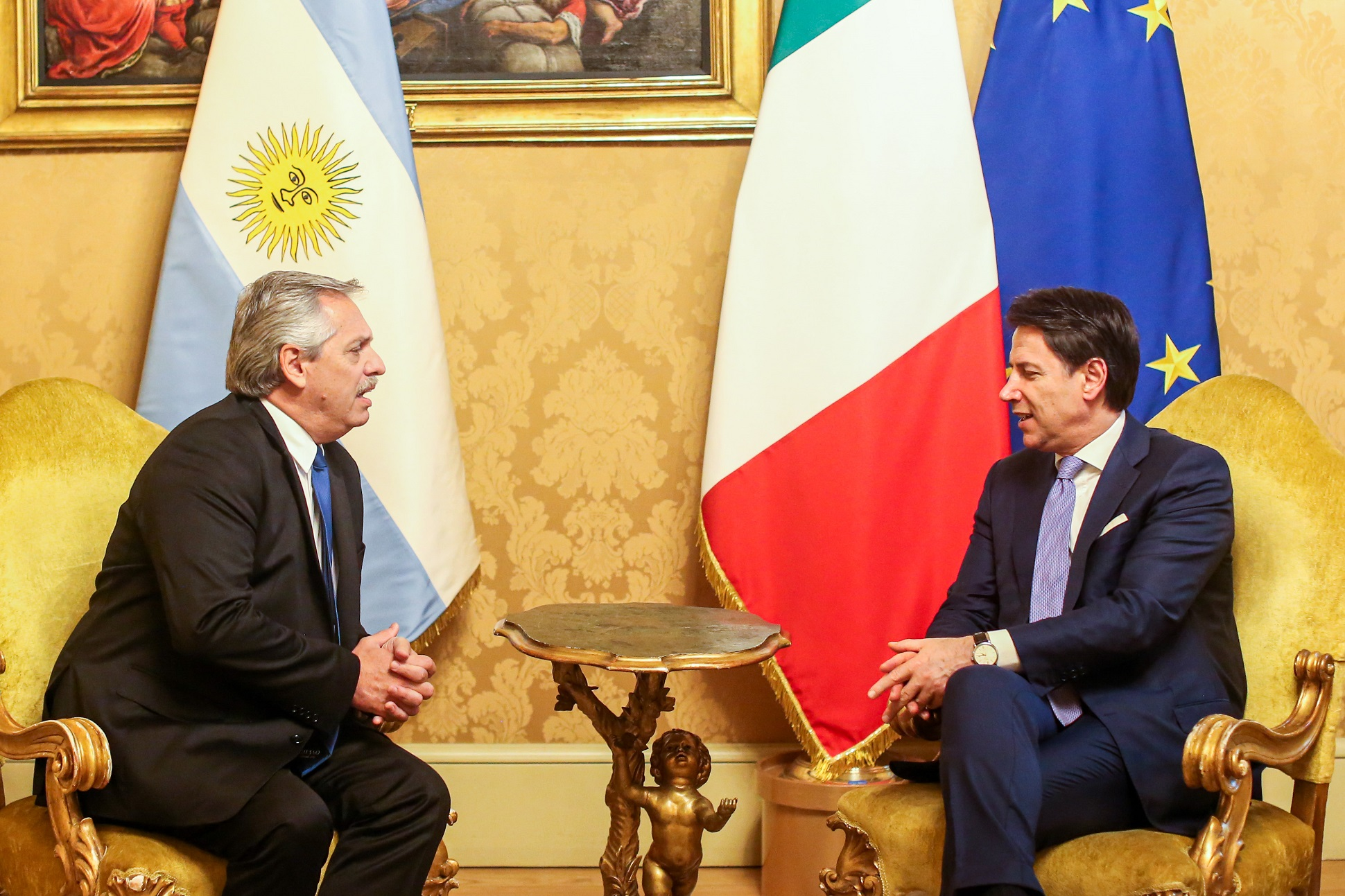
Il presidente Alberto Fernández si riunisce con il presidente del Consiglio dei ministri italiano Giuseppe Conte a Palazzo Chigi.

Poiché le banche sono state escluse nell'elenco delle attività considerate essenziali nel decreto di blocco di Fernandez, sono rimaste chiuse fino a quando la Banca centrale ha annunciato che le banche avrebbero aperto durante un fine settimana a partire dal 3 aprile. A causa del livello notoriamente basso di penetrazione bancaria dell'Argentina, molti argentini, in particolare i pensionati, non possiedono conti bancari ed i bancomat sono utilizzati per prelevare fondi e pensioni in contanti. La decisione di aprire le banche per soli tre giorni a orario ridotto ha suscitato indignazione diffusa quando centinaia di migliaia di pensionati (il gruppo ad alto rischio del coronavirus) si sono riversati sulle filiali bancarie per ritirare la pensione mensile e il pagamento di emergenza.
Nel mentre, dal punto di vista dei diritti sociali, il governo si è molto speso per la legalizzazione dell’interruzione volontaria di gravidanza, illegale nel paese, ottenendo la promulgazione del testo dopo l’approvazione del Congresso, per il riconoscimento sui documenti delle persone non binarie, e per l’acquisto della pillola del giorno dopo senza prescrizione medica.
Successivamente, il ministro della salute Ginés González García è stato costretto a dimettersi dalla carica il 19 febbraio 2021, dopo che il giornalista Horacio Verbitsky aveva rivelato l'esistenza di un sistema di vaccinazioni che favoriva politici, funzionari governativi, giornalisti (tra cui lo stesso Verbitsky) e artisti vicini al governo e al kirchnerismo. A González García è succeduta la sua vice Carla Vizzotti. La notizia delle vaccinazioni vip, come è stato ribattezzato dalla stampa argentina, fu accolta da un'ampia condanna da parte sia dei sostenitori del governo sia dell'opposizione, poiché all'epoca l'Argentina aveva ricevuto solo 1,5 milioni di dosi di vaccino su una popolazione di 40 milioni di abitanti mentre il numero dei morti era tra i più alti al mondo nonostante la dura quarantena.
Fernández è risultato positivo al COVID-19 il 2 aprile 2021 con una "febbre leggera".
Il 22 marzo 2021, Fernández è stato eletto dal congresso nazionale del Partito Giustizialista come nuovo presidente del partito, succedendo così a José Luis Gioja. Fernández, a capo della lista Unidad y Federalismo, si è candidato senza opposizione ottenendo il sostegno di diversi settori del movimento peronista, tra cui i kirchneristi de La Cámpora.
Confermando la tendenza delle elezioni primarie dello stesso anno, il Fronte di Tutti ha subito una grave sconfitta alle elezioni legislative del novembre 2021. Il FDT ha perso la maggioranza al Senato, dove per la prima volta dopo il ritorno della democrazia nel 1983 i peronisti hanno perso la maggioranza, e la coalizione di opposizione Insieme per il Cambiamento ha avuto la meglio anche in alcune tradizionali roccaforti peroniste, come La Pampa e Santa Cruz. Gli osservatori hanno attribuito la sconfitta alla rabbia diffusa per l'alta inflazione e l'aumento della povertà. La perdita della maggioranza in entrambe le camere del Congresso significa che il governo dovrà ora impegnarsi in negoziati per approvare qualsiasi iniziativa che richieda l'approvazione legislativa.
Nel gennaio 2023, ha promosso con Luiz Inácio Lula da Silva gli studi preliminari per la creazione di una valuta comune tra Argentina e Brasile, da estendere in una seconda fase all'America Latina.

## Vita privata
Sposato con Marcela Luchetti, da cui ha divorziato nel 2005 e con la quale ha avuto un figlio, Estanislao, nato nel 1995. Dal 2014 è unito alla giornalista e attrice Fabiola Yáñez.
Nel mese di agosto 2024 è stato accusato dalla consorte di violenza privata percosse e minacce. Lo scandalo suscitato lo ha costretto a dare le dimissioni da presidente del partito giustizialista mentre la giustizia Argentina lo ha inquisito vietandogli l'uscita dal paese.

## Controversie
Fernández è stato coinvolto in controversie con gli utenti su X (una volta Twitter) prima della sua presidenza, in cui le sue reazioni sono state considerate aggressive o violente da alcuni. Dei tweet lo mostrano rispondere agli altri utenti con imprecazioni come "pelotudo" (slang argentino per "stronzo"), "pajero" (slang argentino per "segaiolo") e "hijo de puta". Ha anche chiamato il candidato presidenziale José Luis Espert "Pajert", un gioco di parole tra il suo cognome e lo slang argentino per "segaiolo".
Nel dicembre 2017 ha risposto a un'utente Twitter dicendo: "Ragazza, quello che pensi non mi preoccupa. È meglio che impari a cucinare. Forse allora puoi fare qualcosa di giusto. Pensare non è il tuo forte". In un'intervista del 2017 per la miniserie Netflix Nisman: The Prosecutor, the President, and the Spy - basata sulla morte di Alberto Nisman - Fernández ha dichiarato che "Ancora oggi dubito che lui (Nisman) si è suicidato"; dopo essere diventato presidente nel 2020, Fernández ha dichiarato: "Sono convinto che sia stato un suicidio, dopo averne dubitato molto, non ho intenzione di mentire". Alberto Nisman era un pubblico ministero argentino che aveva incriminato Cristina Kirchner per associazione con l'Iran nel 2005 (in un caso in cui gli ebrei sono stati attaccati a Buenos Aires, Kirchner ha scambiato la libertà degli islamisti responsabili dell'attacco per accordi commerciali con l'Iran) ed è stato drogato e ucciso; tuttavia, all'epoca, il governo argentino ha affermato che Nizman si era suicidato, fatto che in seguito si è rivelato essere un omicidio e non un suicidio. Nel 2018 lo stesso medico legale che disse che Nizman fu assassinato, fu ucciso a sua volta.
Nel giugno 2020 ha detto alla giornalista Cristina Pérez di "andare a leggere la Costituzione" dopo essere stato interrogato sui suoi tentativi di installare un'amministrazione designata dal governo per il colosso agroindustriale Vicentín. Il 9 giugno 2021, Alberto Fernández ha fatto una battuta considerata da alcuni razzista in una conferenza stampa insieme al primo ministro spagnolo Pedro Sánchez alla Casa Rosada. “I messicani discendono dagli indiani, i brasiliani dalla giungla, ma noi argentini dalle navi. Ed erano navi che venivano dall'Europa", ha detto Fernández a Sánchez, descrivendo gli argentini come "europei dall'America Latina". Fernandez ha attribuito la citazione al poeta, saggista e diplomatico messicano Octavio Paz, altri pensano si trattasse dei testi del rocker argentino Litto Nebbia. Di fronte alle proteste dei progressisti sui social, Alberto Fernández ha risposto sui social media.
Nell'agosto 2021 è stato rivelato dall'emittente televisiva La Nación + che durante il lockdown, imposto dallo stesso presidente, nella residenza presidenziale di Olivos sono stati ricevuti numerosi ospiti, tra cui un'attrice, un addestratore di cani e un parrucchiere. Nonostante le smentite iniziali da parte di Fernández e del suo staff, è stato poi dimostrato che nel giorno del compleanno della compagna del presidente Fabiola Yáñez, nella residenza di Olivos era stata addirittura organizzata una festa, mentre nel resto dell'Argentina era vietato ogni sorta di assembramento. A fronte di un'ondata d'indignazione dell'opinione pubblica, il presidente argentino si scusò pubblicamente, gettando inizialmente la responsabilità di quanto accaduto sulla sua compagna, attirandosi così ulteriori critiche e subendo un vertiginoso calo della popolarità, già peraltro fortemente intaccata dalla gestione della pandemia. Il caso, soprannominato dalla stampa Olivos Gate, si è concluso nel maggio 2022 quando Fernández ha richiesto a un tribunale di pagare una multa di 3.000.000 di pesos da devolvere in beneficenza per chiudere il procedimento giudiziario. La corte ha accolto la richiesta del presidente.
Nell'agosto 2022 dopo che il procuratore argentino Diego Luciani ha denunciato Cristina Kirchner, chiedendole la reclusione per 12 anni per corruzione, Fernandez ha lasciato intendere che sarebbe stato assassinato, dicendo "Nisman si è suicidato, spero che Luciani non faccia una cosa del genere".
Il 14 agosto la procura federale argentina ha chiesto l'incriminazione di Alberto Fernandez per "aggressione e percosse con circostanze aggravanti" contro la sua ex compagna Fabiola Yáñez..
Nel corso del 2014 è stato anche coinvolto in un'inchiesta in cui viene accusato di favoreggiamento nei confronti di una compagnia di assicurazione di proprietà del marito della sua segretaria. Avrebbe sostanzialmente spinto affinché tutte le polizze sugli infortuni del lavoro per i dipendenti pubblici venissero contratte con questa compagnia.